# Дюминиль-Копен, Юго
Юго Дюминиль-Копен (фр. Hugo Duminil-Copin; род. 26 августа 1985, Шатне-Малабри, Франция) — французский математик, специалист по теории вероятностей, филдсовский лауреат (2022). Доктор, профессор Института высших научных исследований (IHES) и Женевского университета.

## Биография
Обучался в Лицее Людовика Великого (2003—2005) и Университете Париж-юг XI (2006—2007), в последнем получил магистерскую степень. Также получил ученую степень «агреже» по математике в парижской Высшей нормальной школе, где занимался для этого в 2006—2008 годы. В 2008—2012 годы работал над докторской, был постдокторантом в Женевском университете у Станислава Смирнова. В 2013—2014 годы — ассистент-профессор Женевского университета. С сентября 2016 года полный профессор IHES.

## Награды и отличия
- Премия Vacheron Constantin (2012)[3]
- Премия Ролло Дэвидсона[англ.] (2012, совместно с Венсаном Беффарой[нем.])
- Обервольфахская премия (2013)
- Курс Пекко[фр.] (Коллеж де Франс, 2015)
- Премия за раннюю карьеру (Международная ассоциация математической физики[англ.], 2015)
- Премия Европейского математического общества (2016)
- Премия за прорыв в математике (2017)
- Премия Эрбрана[англ.] (2017)
- Премия Лоэва[англ.] (2017)
- Приглашённый доклад на Международном конгрессе математиков (2018)
- Филдсовская премия (2022)[4]